# Laisenia Qarase
Laisenia Qarase (ur. 4 lutego 1941 na Vanua Balavu, zm. 21 kwietnia 2020 w Suvie) – fidżyjski polityk, premier od 4 lipca 2000 (z krótką przerwą w dniach 14 – 16 marca 2001) do 4 grudnia 2006. Obalony przez pucz wojskowy dnia 5 grudnia 2006 roku.